# Cyrtandra oenobarba
Cyrtandra oenobarba là một loài thực vật có hoa trong họ Tai voi. Loài này được H.Mann mô tả khoa học đầu tiên năm 1867.